# Ameiurus nebulosus
Ameiurus melas, conosciuto comunemente come pesce gatto nebuloso, è un pesce d'acqua dolce appartenente alla famiglia Ictaluridae.

## Distribuzione e habitat
Originario del versante atlantico del nord America tra il Canada meridionale ed il golfo del Messico è stato introdotto in moltissimi paesi in tutti i continenti compresa l'Italia, dove comunque è molto meno comune del congenere pesce gatto nero.
Come il pesce gatto comune questa specie frequenta acque ferme, torbide e calde evitando il corso dei fiumi e preferendo stagni e canali.

## Descrizione
È molto simile al più comune congenere da cui si distingue per i seguenti caratteri:
- l'aculeo (velenoso) delle pinna pettorale presenta alcune seghettature
- gli adulti hanno ventre biancastro e non bruno giallastro come in A. melas
- i raggi delle pinne caudale ed anale non sono chiari e contrastanti con la membrana scura come nel pesce gatto nero ma hanno più o meno lo stesso colore.

Misura fino a circa 50 cm.

## Biologia e pesca
In tutto simili a quelle di Ameiurus melas tranne per il fatto che la riproduzione avviene prima, a partire da aprile.

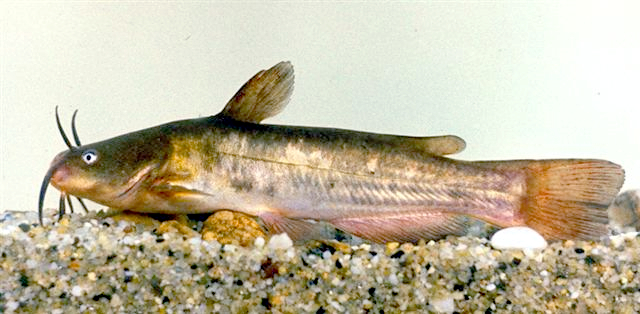